# 524
524 (DXXIV) fue un año bisiesto comenzado en lunes del calendario juliano, en vigor en aquella fecha.
En el Imperio romano, el año fue nombrado como el del consulado de Justino y Opilio, o menos comúnmente, como el 1277 Ab urbe condita, adquiriendo su denominación como 524 al establecerse el anno Domini por el 525.

## Acontecimientos
- Concilio provincial de Lérida.
- Gundemaro III y su aliado ostrogodo Teodorico I el Grande frenan la conquista franca del reino burgundio en la batalla de Vézeronce.

## Fallecimientos
- Boecio, filósofo latino, ejecutado.
- 25 de junio: Clodomiro, rey de los francos.
- Ahkal Mo' Naab' I, ahau maya.